# 149
149 (сто четиридесет и девета) година по юлианския календар е невисокосна година, започваща във вторник. Това е 149-а година от новата ера, 149-а година от първото хилядолетие, 49-а година от 2 век, 9-а година от 5-о десетилетие на 2 век, 10-а година от 140-те години. В Рим е наричана Година на консулството на Сципион и Приск (или по-рядко – 902 Ab urbe condita, „902-рата година от основаването на града“).

## Събития
- Консули в Рим са Сервий Корнелий Сципион и Квинт Помпей Приск.